# 北村聡
北村 聡（きたむら さとる、1986年2月4日 - ）は、兵庫県高砂市出身の元陸上競技選手（長距離種目）、現在は指導者。兵庫県立西脇工業高等学校・日本体育大学卒業。日清食品グループを経て、2015年4月からはサンベルクスに所属。2019年から日立女子陸上競技部で監督を務める。

## 人物・来歴
同学年の松岡佑起・伊達秀晃・上野裕一郎とともに「四天王」と呼ばれていた。また、兵庫県出身の1学年下に竹澤健介や木原真佐人（いずれも報徳学園高卒）といった顔ぶれがそろっていた。2年先輩の熊本剛とは小学校から大学まで同じであった。2002年国民体育大会5000mでは13分45秒86を残し、土橋啓太が先着したため記録保持者とはならなかったが当時の高校新記録を出した。2007年 全日本大学駅伝最終8区で、圧倒的な強さを誇っていたメクボ・ジョブ・モグスに次ぐ区間2位の快走で順位を4位から2位に上げ、日体大の18大会ぶりのトップ3入り（準優勝）に貢献した。
大学4年間を通じて三大駅伝（出雲駅伝・全日本大学駅伝・箱根駅伝）のすべてに出場した。区間賞はなかったが4年次の箱根駅伝を除いて区間5位以内にまとめている。最高順位が4年次の全日本大学駅伝の区間2位で日本人トップ。最低順位が箱根駅伝の2区区間8位。2007年の第12回全国都道府県対抗男子駅伝競走大会ではアンカーを務め、兵庫県代表の優勝に貢献した。
2008年に日清食品グループ入社後も活躍を重ね、2010年1月のニューイヤー駅伝では日清食品の初優勝に貢献した。2月東京マラソンでマラソンに初挑戦した後、3月に元ワコール陸上部の長距離選手湯田友美と結婚。6月の第94回日本選手権10000mでは2位、5000mでは5位に入った。
2015年3月末、日清食品グループを退社し、4月からはサンベルクスへ移籍した。サンベルクスではチームをニューイヤー駅伝初出場に導くことを目標に掲げ、東日本予選では1区走者としてチームに貢献し、結果としてサンベルクスはニューイヤー駅伝出場を決め、入社1年目で目標を達成した。2016年4月に現役を退き、日立女子陸上競技部のコーチに就任。監督代行を経て、2019年より監督。

## エピソード
- 2007年の箱根駅伝のインタビューで、今井正人のことを山の神と表現した。

## 主な戦績
- 2001年 国民体育大会 少年B3000m 2位（日本人1位）
- 2002年 国民体育大会 少年A5000m 4位（日本人2位）
- 2003年 世界ユース陸上競技選手権 3000m 8位
- 2004年 世界クロスカントリー選手権 ジュニア　24位
- 2004年 世界ジュニア陸上競技選手権 5000m 10位
- 2005年 世界クロスカントリー選手権 ジュニア 32位
- 2006年 日本インカレ 10000m 優勝
- 2006年 第90回日本選手権 5000m 2位 13分47秒93
- 2008年 全日本実業団対抗陸上競技選手権大会 10000m 6位（日本人1位）
- 2009年 第93回日本選手権 5000m 3位 13分45秒25
- 2009年 第93回日本選手権 10000m 6位 28分57秒40
- 2010年 東京マラソン 31位 2時間27分15秒
- 2010年 第94回日本選手権 10000m 2位 28分44秒16
- 2010年 第94回日本選手権 5000m 5位

### 駅伝成績
- 2001年 第6回全国都道府県対抗男子駅伝 6区（3.0 km） 区間3位 8分49秒
- 2003年 第8回全国都道府県対抗男子駅伝 1区（7.0 km） 区間3位 20分12秒
- 2004年 第9回全国都道府県対抗男子駅伝 1区（7.0 km） 区間2位 19分53秒（区間新）
- 2004年 第16回出雲駅伝 3区（8.5 km） 区間5位 25分09秒
- 2004年 第36回全日本大学駅伝 2区（13.2 km） 区間4位 38分51秒
- 2005年 第81回箱根駅伝 5区（20.8 km） 区間4位 1時間13分28秒
- 2005年 第10回全国都道府県対抗男子駅伝 7区（13.0 km） 区間3位 37分58秒
- 2005年 第17回出雲駅伝 6区（10.2 km） 区間3位 30分16秒
- 2005年 第37回全日本大学駅伝 1区（14.6 km） 区間5位 43分41秒
- 2006年 第82回箱根駅伝 5区（23.4 km） 区間5位 1時間21分36秒
- 2006年 第18回出雲駅伝 6区（10.2 km） 区間3位 29分38秒
- 2006年 第38回全日本大学駅伝 2区（13.2 km） 区間4位 38分30秒
- 2007年 第83回箱根駅伝 5区（23.4 km） 区間4位 1時間21分23秒
- 2007年 第12回全国都道府県対抗男子駅伝 7区（13.0 km） 区間6位 38分11秒
- 2007年 第19回出雲駅伝 6区（10.2 km） 区間3位 29分40秒
- 2007年 第39回全日本大学駅伝 8区（19.7 km） 区間2位 58分55秒
- 2008年 第84回箱根駅伝 2区 区間8位 1時間09分25秒
- 2008年 第13回全国都道府県対抗男子駅伝 7区（13.0 km） 区間1位 38分09秒
- 2008年 第49回東日本実業団対抗駅伝 2区（15.1 km） 区間2位 43分44秒
- 2009年 第53回ニューイヤー駅伝 1区（12.3 km） 区間3位 35分42秒
- 2009年 第14回全国都道府県対抗男子駅伝 7区（13.0 km） 区間8位 38分07秒
- 2009年 第50回東日本実業団対抗駅伝 4区（9.8 km） 区間賞 29分03秒
- 2010年 第54回ニューイヤー駅伝 4区（22.3 km） 区間14位 1時間04分24秒

## 記録
|                    | 5000m                                                                             | 10000m                                                     | ハーフマラソン | マラソン      |
| ------------------ | --------------------------------------------------------------------------------- | ---------------------------------------------------------- | -------------- | ------------- |
| 2001年 （高校1年） | 14分47秒38                                                                        |                                                            |                |               |
| 2002年 （高校2年） | 13分45秒86 ※（当時）高校新記録 ※高校歴代4位 ※高校2年歴代最高 ※ジュニア日本歴代8位 |                                                            |                |               |
| 2003年 （高校3年） | 13分57秒19                                                                        | 28分55秒49 ※（当時）高校歴代4位                            |                |               |
| 2004年 （大学1年） | 13分46秒33                                                                        | 28分12秒81 ※（当時）日本人学生歴代6位 ※ジュニア日本歴代4位 |                |               |
| 2005年 （大学2年） | 13分52秒76                                                                        | 28分52秒44                                                 | 1時間03分34秒  |               |
| 2006年 （大学3年） | 13分47秒31                                                                        | 28分18秒40                                                 |                |               |
| 2007年 （大学4年） | 13分40秒98                                                                        | 28分00秒22 ※日本人学生歴代6位                              | 1時間03分23秒  |               |
| 2008年             | 13分45秒33                                                                        | 28分09秒22                                                 |                |               |
| 2009年             | 13分36秒56                                                                        | 28分29秒11                                                 | 1時間02分26秒  |               |
| 2010年             | 13分42秒08                                                                        | 28分19秒01                                                 |                | 2時間27分15秒 |

太字は自己ベスト